# Tour de Adigueya
El Tour de Adigueya es una carrera profesional femenina de ciclismo en ruta por etapas que se realiza en Rusia.
La carrera fue creada en el 2012 como parte del Calendario UCI Femenino como competencia de categoría 1.2.

## Palmarés
| Año  | Ganador                 | Segundo             | Tercero             |
| ---- | ----------------------- | ------------------- | ------------------- |
| 2012 | Alexandra Burtschenkowa | Marina Likhanova    | Irina Molicheva     |
| 2013 | Natalja Bojarskaja      | Yevheniya Vysotska  | Anna Zavershinskaya |
| 2014 | Natalja Bojarskaja      | Anna Zavershinskaya | Tatiana Shamanova   |
| 2015 | Svetlana Kuznetsova     | Anastasia Iakovenko | Natalja Bojarskaja  |

## Palmarés por países
| País  | Victorias |
| ----- | --------- |
| Rusia | 4         |